# Châtillon-sur-Thouet
Châtillon-sur-Thouet je francouzská obec v departementu Deux-Sèvres v regionu Poitou-Charentes. V roce 2011 zde žilo 2 791 obyvatel.

## Sousední obce
Adilly, Amailloux, Parthenay, La Peyratte, Saint-Aubin-le-Cloud, Le Tallud, Viennay,

## Vývoj počtu obyvatel
Počet obyvatel 